# جائزة إكس بي آي زد
جائزة إكس بي آي زد (بالإنجليزية: XBIZ Award)‏ هي جائزة تُمنح سنويًا لتكريم «الأفراد والشركات والفنانين والمنتجات التي تلعب دورًا أساسيًا في نمو الأفلام الإباحية ونجاحها».